# Чыраган

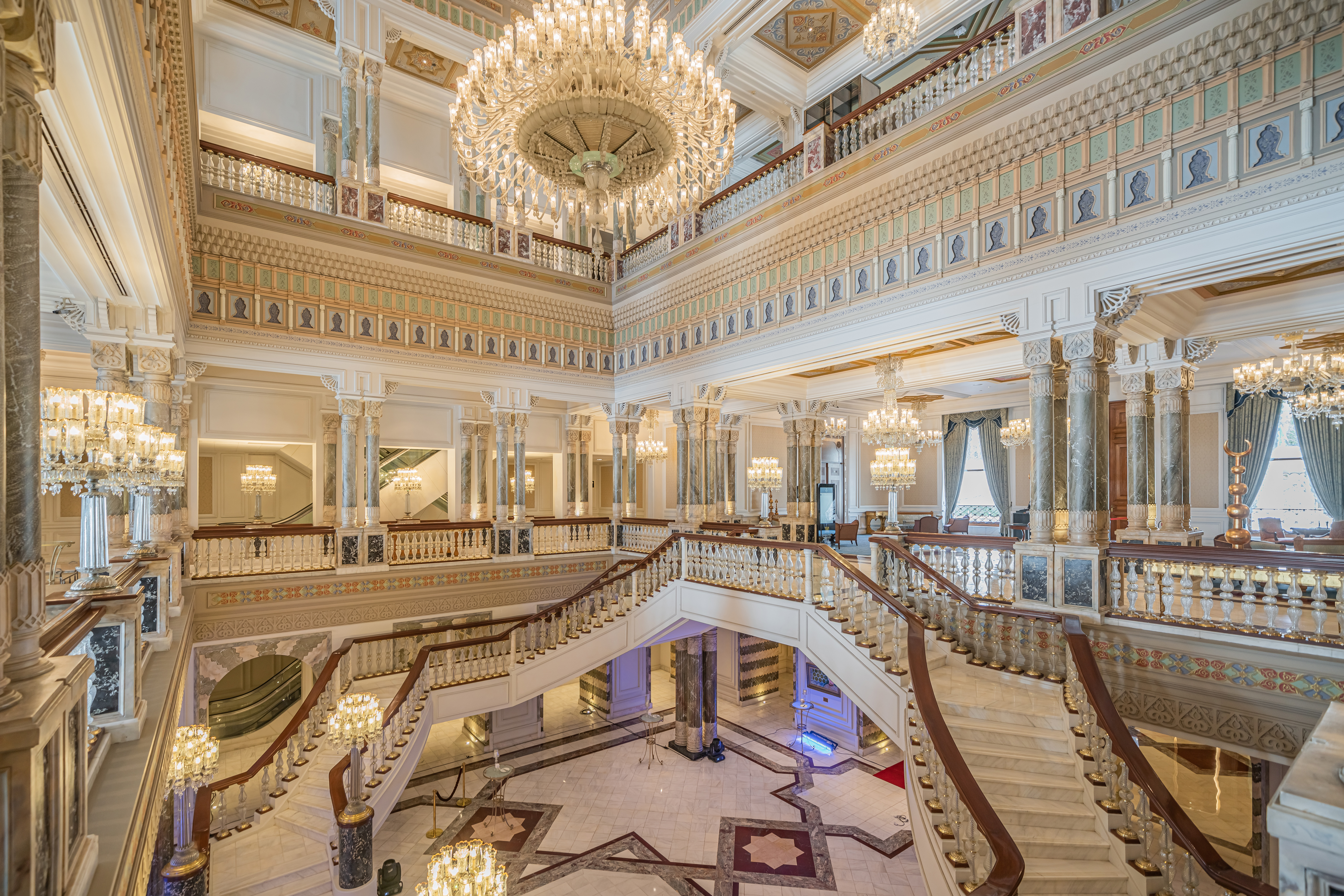
Атриум дворца

Чыраган-Палас (тур. Çırağan Sarayı, англ. Çırağan Palace) — пятизвёздочный отель сети Kempinski, который занимает воссозданное из руин здание дворца султана Абдул-Азиза на европейском берегу пролива Босфор (между Бешикташем и Ортакёем в Стамбуле). Отель соединён мраморным мостом с дворцово-парковым комплексом Йылдыз.
Чыраганский дворец, равно как мечеть Ортакёй и дворец Долмабахче, изначально представлял собой творение придворных зодчих Бальянов, стремившихся европеизировать османскую архитектуру в направлении стилизации монарших резиденций XVIII века. Строительство велось с 1863 по 1867 годы. В начале XX века во дворце под присмотром военных жил султан Абдул-Хамид II, а в 1909 году здесь проходили первые заседания турецкого парламента.
В январе 1910 года полудеревянный дворец сгорел. Он оставался в разрушенном состоянии до 1989 года, когда его воссозданием в спешном порядке занялись японские предприниматели. Интерьеры были реконструированы таким образом, чтобы привлекать в отель туристов, а не отражать исторические реалии. В 2007 году была предпринята попытка приблизить интерьеры к их первоначальному облику.